# Сабатини, Франческо
Франческо Сабатини (итал. Francesco Sabatini, 1721, Палермо — 19 декабря 1797, Мадрид) — итальянский архитектор переходного стиля от позднего барокко к неоклассицизму. Большую часть жизни проработал при королевском дворе в Мадриде, в Испании, где был известен как Франсиско Сабатини.

## Биография
Сабатини родился в семье Эразма и Олимпии Джулиани в Палермо на Сицилии, в то время столице Сицилийского королевства, изучал архитектуру в Академии Святого Луки в Риме, а затем в Неаполе, где был учеником знаменитого архитектора Луиджи Ванвителли, автора Королевского дворца в Казерте, и Фердинандо Фуги.
Его первой работой в 1745—1750 годах была топографическая съёмка древнегреческих храмов в Пестуме, где археологическими работами руководил граф Гаццола, ставший позднее его наставником и покровителем при испанском дворе. В Пестуме Сабатини научился ценить классическую греческую древность, которая и далее вдохновляла его на творчество. Первая премия Академии Святого Луки в Риме (1750) открыла ему двери Неаполя, где он прожил десять лет, в течение которых участвовал во многих важных проектах.
В 1757—1760 годах он принимал участие в строительстве Королевского дворца в Казерте, кавалерийских казарм на мосту Магдалены и в расширении мастерских оружейной фабрики Торре Аннунциата (1758). Тем временем он с интересом изучал версию «Десяти книг об архитектуре» Витрувия под редакцией Галиани, работал для короля Неаполя Карла VII Бурбонского, герцога Пармы и Тосканы.
После того, как в 1759 году король занял испанский престол под именем Карла III, он призвал к себе Сабатини, который был назначен главным мастером Королевских работ (gran maestro delle Opere reali), и одновременно получил звание почётного академика Академии изящных искусств Сан-Фернандо.
В Риме он женился на Марии Чечилии Ванвителли, дочери Луиджи Ванвителли, от которой у него было четверо детей: Луиджи (1766), Анна Мария (1771), Мария Тереза (1772) и Луиджи Второй (1773), все родились в Мадриде. Пьетро и Франческо Ванвителли, братья Марии Чечилии, были призваны в Испанию своим зятем Франческо Сабатини в качестве помощников.
Все работы Сабатини выполнены в границах эстетики неоклассицизма, но в отличие других архитекторов классицистического направления, он вдохновлялся не только традициями древней Греции и Рима, но также архитектурой Итальянского Возрождения. Его талант в качестве архитектора был отмечен многочисленными титулами, привилегиями при королевском дворе и высокими наградами, среди которых Орден Сантьяго. Сабатини был произведён в генерал-лейтенанты инженерного корпуса и имел привилегии, недоступные даже самым выдающимся испанским архитекторам.

## Галерея

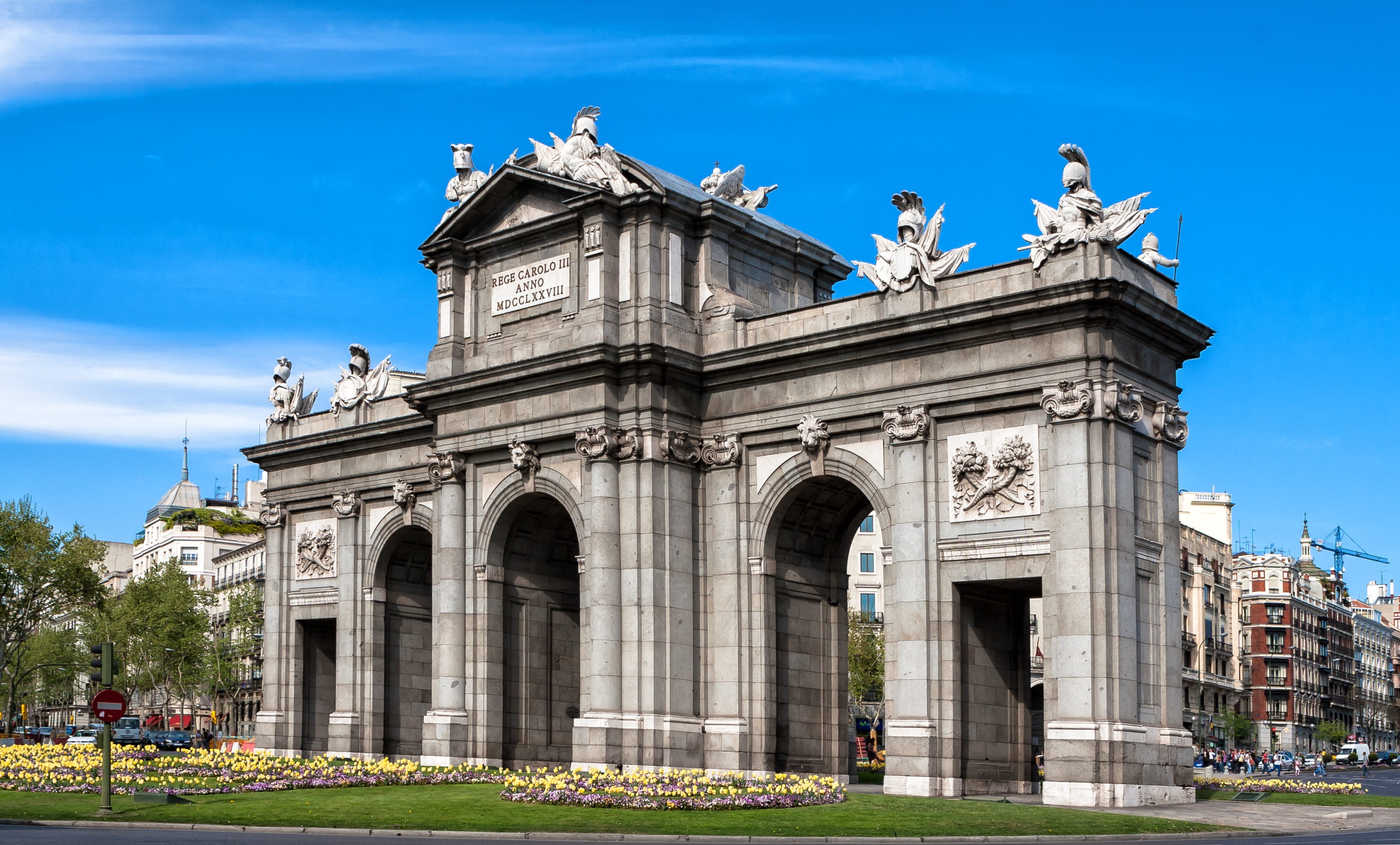
Монумент Ворота Алькала. 1774—1778. Мадрид
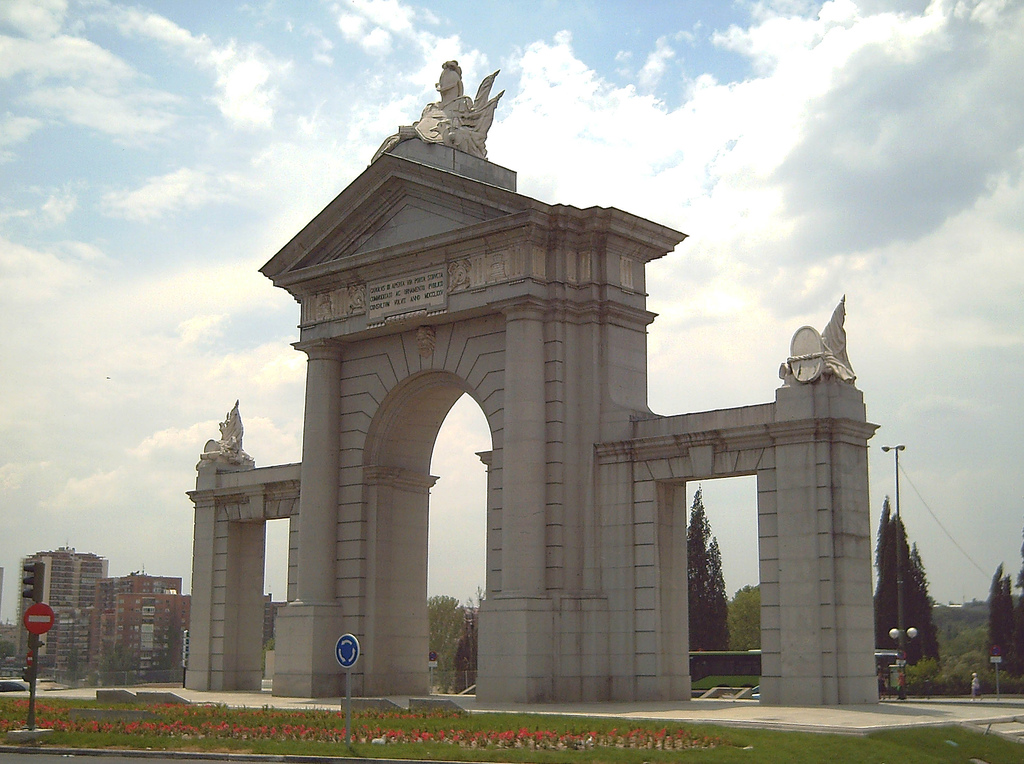
Ворота Сан-Висенте. 1770—1775. Мадрид. Демонтированы в 1892 году и перестроены в 1994—1995 годах
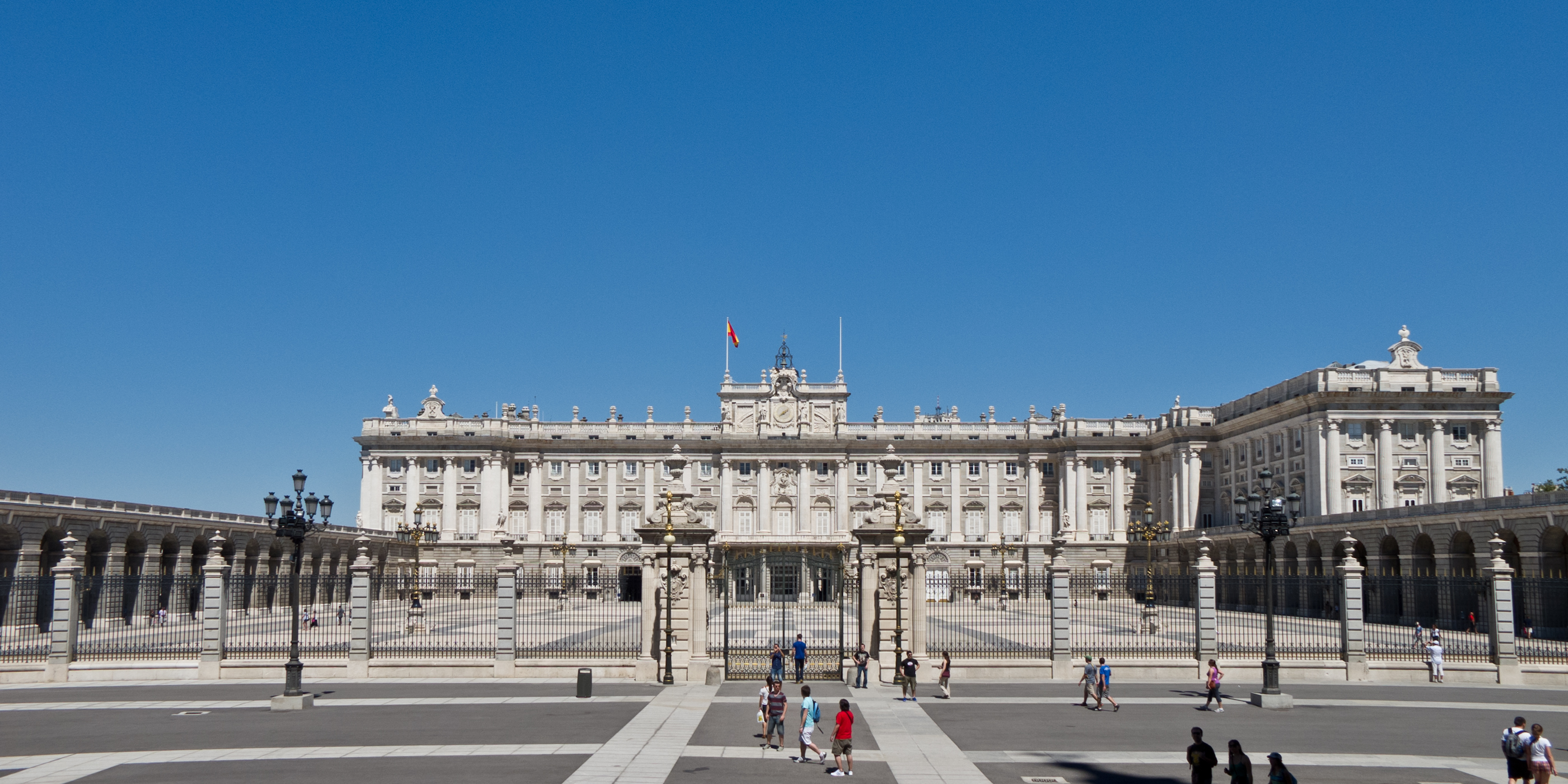
Королевский дворец в Мадриде. Проект Дж. Б. Саккетти. Завершение строительства в 1760—1764 годах
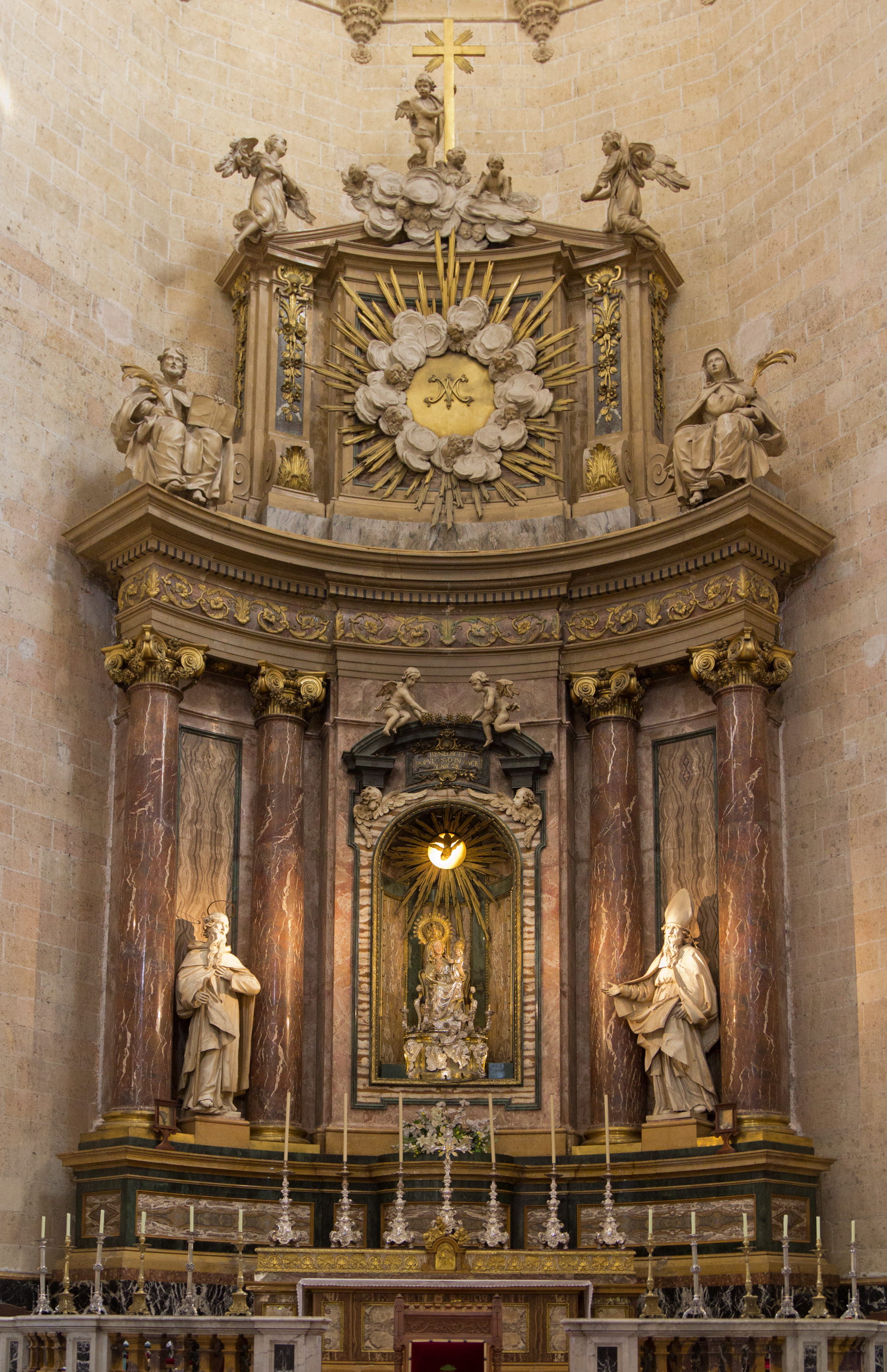
Главный алтарь собора Санта-Мария в Сеговии
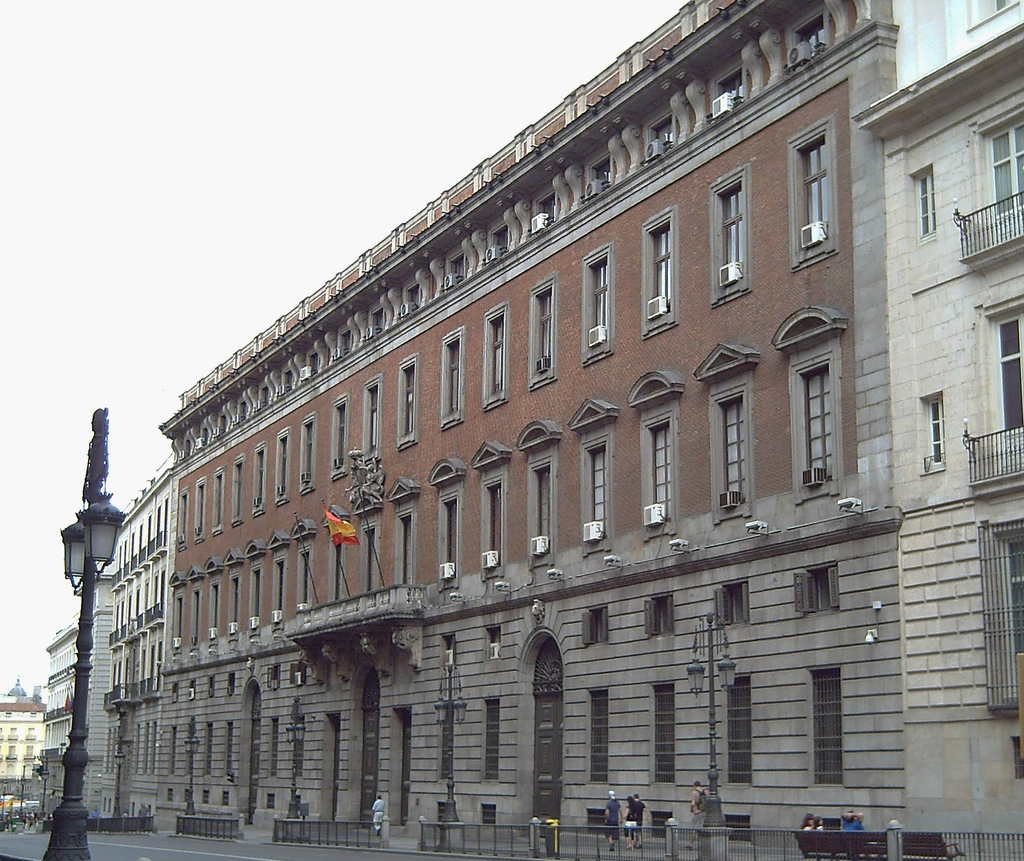
Здание Королевской таможни. 1761–1769. Мадрид
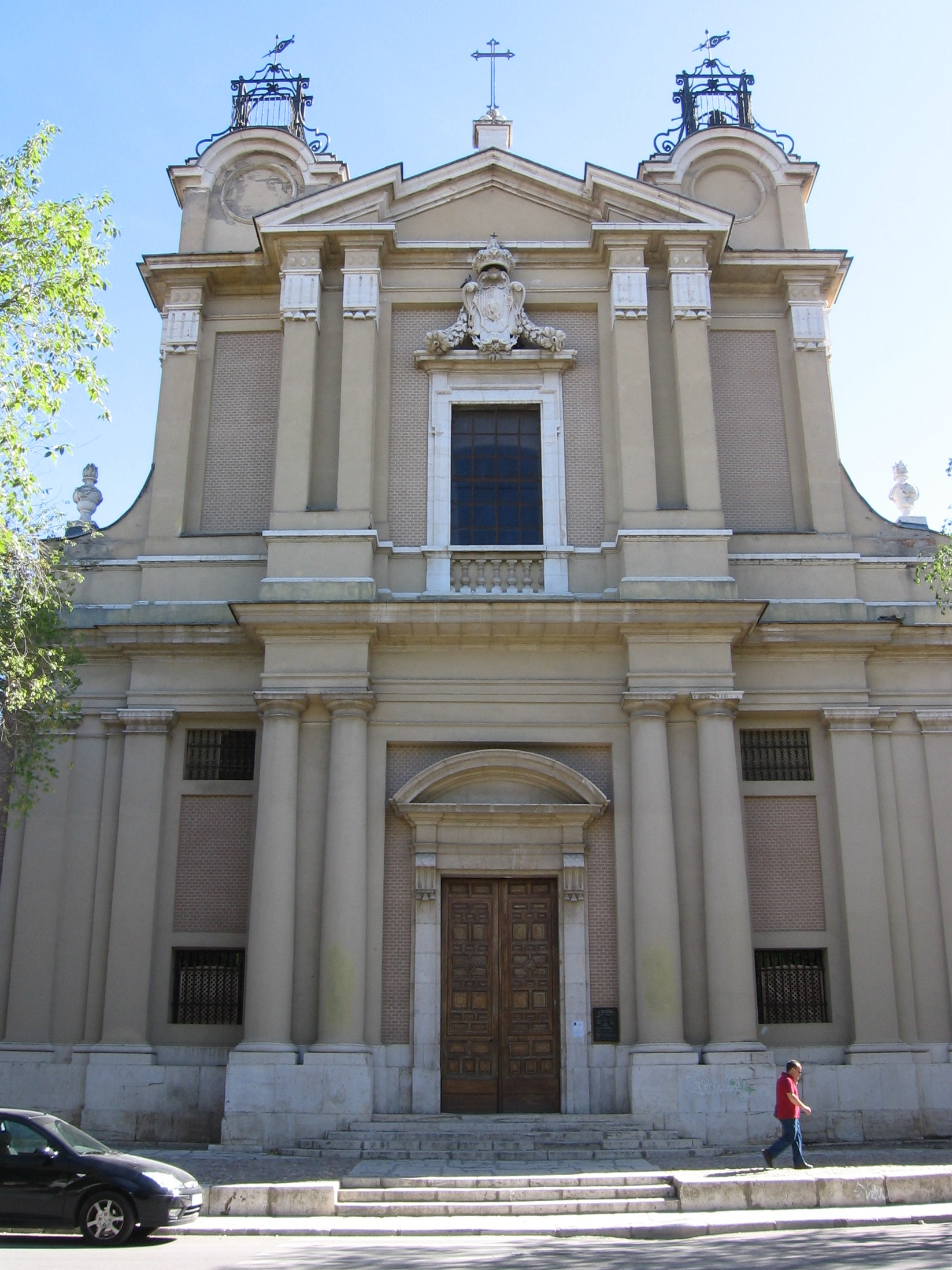
Конвент Сан-Паскуаль. 1765–1770. Аранхуэс
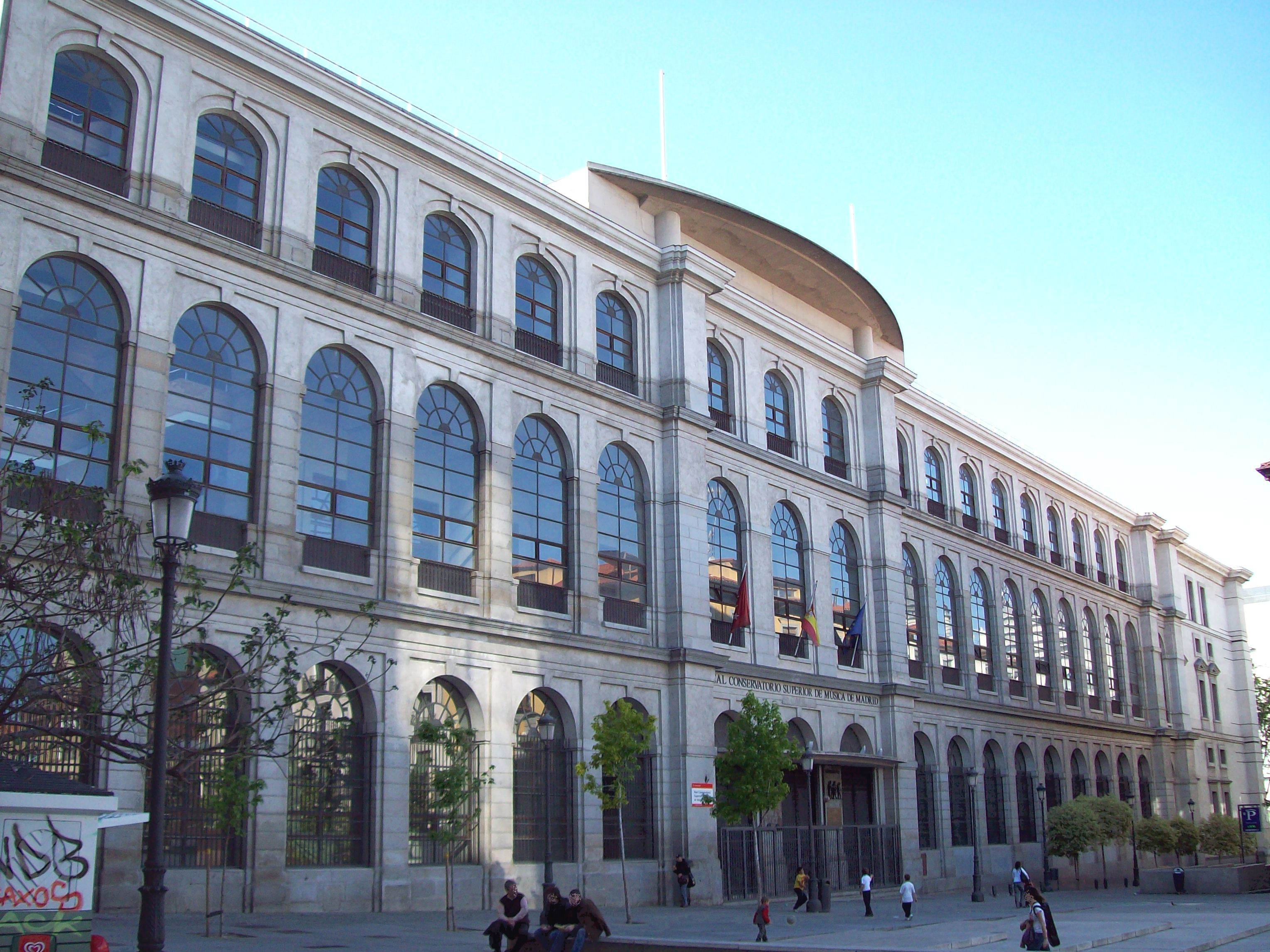
Королевская консерватория в Мадриде. Проект 1769 г. Построено в 1788 г. как Госпиталь Сан-Карло. Реконструировано в 1987—1990 годах